# Питер Хамблтон
Питер Хамблтон (енгл. Peter Hambletone) новозеландски је глумац и позоришни редитељ. У свијету филма најпознатији је као патуљак Глоин у филмској трилогији Хобит.

## Филмографија
| Улоге Питера Хамблтона |                             |               |                                     |          |
| Година                 | Српски назив                | Изворни назив | Улога                               | Напомена |
| 1992.                  |                             |               | слијепи путник                      |          |
| 1994.                  | Последња тетоважа           |               | Питер Дејвис                        |          |
| 2010.                  |                             |               | Сид Гартон                          |          |
| 2012.                  | Хобит: Неочекивано путовање |               | Глоин, позајмио глас тролу Вилијаму |          |
| 2013.                  | Хобит: Шмаугова пустошења   |               | Глоин                               |          |
| 2014.                  | Хобит: Битка пет армија     |               | Глоин                               |          |